# جيمس د. إيبرت
جيمس د. إيبرت (بالإنجليزية: James D. Ebert)‏ هو عالم أحياء أمريكي، ولد في 11 ديسمبر 1921، وتوفي في 2001.